# Red Bull Cola
Red Bull Simply Cola è una bevanda a base di cola della Red Bull; la cola contiene aromi naturali e caffeina.
Non è un energy drink ma un soft drink.
È stata introdotta nel 2008 in diversi Paesi. All'inizio è stata commercializzata anche in Italia, ma in seguito non è stata più importata. È ritornata nel 2018 come parte della serie Organics by Red Bull, insieme alla Bitter Lemon, alla Ginger Ale e Tonic Water.
Viene prodotta per Red Bull dalla Rauch Trading AG in Svizzera.